# Parampheres tibialis
Parampheres tibialis is een hooiwagen uit de familie Gonyleptidae.